# Regionalliga Nordost
La Regionalliga Nordost es una de las cinco ligas que componen la Regionalliga, el cuarto nivel del fútbol alemán, la cual integran equipos de las regiones de Berlín, Brandeburgo, Mecklemburgo-Pomerania Occidental, Sajonia-Anhalt, Sajonia y Turingia.

## Historia
Fue fundada en el año 1994, y hasta el año 2000 era el tercer nivel del fútbol alemán integrada por los estados que conformaban la desaparecida República Democrática Alemana y de Berlín Oeste y estaba por debajo de la 2. Bundesliga y por encima de las Oberligas Nord, Süd y Mitte, y estaba compuesta por 18 equipos: 2 descendidos de la 2. Bundesliga, 6 de cada Oberliga y 4 de la Región Sur.

### Miembros fundadores
Estos fueron los equipos que conformaron la primera Regionalliga Nordost en 1994:
De la 2. Bundesliga:
- FC Carl Zeiss Jena (Süd)
- Tennis Borussia Berlin (Mitte)

De la NOFV-Oberliga Nord:
- BSV Brandenburg
- FC Stahl Eisenhüttenstadt
- Reinickendorfer Füchse
- FC Berlin
- Spandauer SV
- FSV Optik Rathenow

De la NOFV-Oberliga Mitte:
- 1. FC Union Berlin
- Energie Cottbus
- Türkiyemspor Berlin
- Lok Altmark Stendal
- Hertha BSC II
- Hertha Zehlendorf

De la NOFV-Oberliga Süd:
- Rot-Weiß Erfurt
- Erzgebirge Aue
- FC Sachsen Leipzig
- Bischofswerdaer FV 08

La liga siempre estuvo compuesta por 18 equipos entre 1994 y 2000. El campeón de la Regionalliga Nordost no siempre lograba el ascenso a la 2. Bundesliga, ya que debía jugar una serie de eliminatorias ante el ganador de la Regionalliga Nord, donde el ganador lograba el ascenso, mientras que el perdedor debía jugar un play-off ante los subcampeones de las Regionalligas Süd y West/Südwest para lograr el otro cupo de ascenso.
En 1997, el Energie Cottbus se convirtió en el primer equipo de la Regionalliga Nordost en acceder a la final de la Copa de Alemania, la cual perdieron 0-2 ente el VfB Stuttgart.
La liga solo existió 6 años. En el 2000 las Regionalligas fueron reducidas de 4 a 2, permaneciendo las Regionalligas Nord y Süd.
Con los cambios del sistema del fútbol alemán en el año 2008, las Regionalligas aumentaron a 3 con la creación de la Regionalliga West como una reforma a la Regionalliga West/Südwest, pero la Regionalliga Nordost no la reconstruyeron, ya que sus clubes continuaron formando parte de la Regionalliga Nord y se ganaban la promoción a la 3. Liga, el nuevo tercer nivel creado en ese mismo año.

### Desaparición de la Regionalliga Nordost
Cuando la liga fue interrumpida en el año 2000, los 7 mejores equipos de la liga pasaron a formar parte de las Regionalligas restantes, 5 en el norte y 2 en el sur, esos 2 equipos del estado federado de Turingia, mientras que los otros 11 descendieron a la Oberliga.
| A la Regionalliga Nord: - 1. FC Union Berlin - Dresdner SC - Erzgebirge Aue - SV Babelsberg 03 - FC Sachsen Leipzig | A la Regionalliga Süd: - FC Carl Zeiss Jena - Rot-Weiß Erfurt |

### Restablecimiento de la Regionalliga Nordost

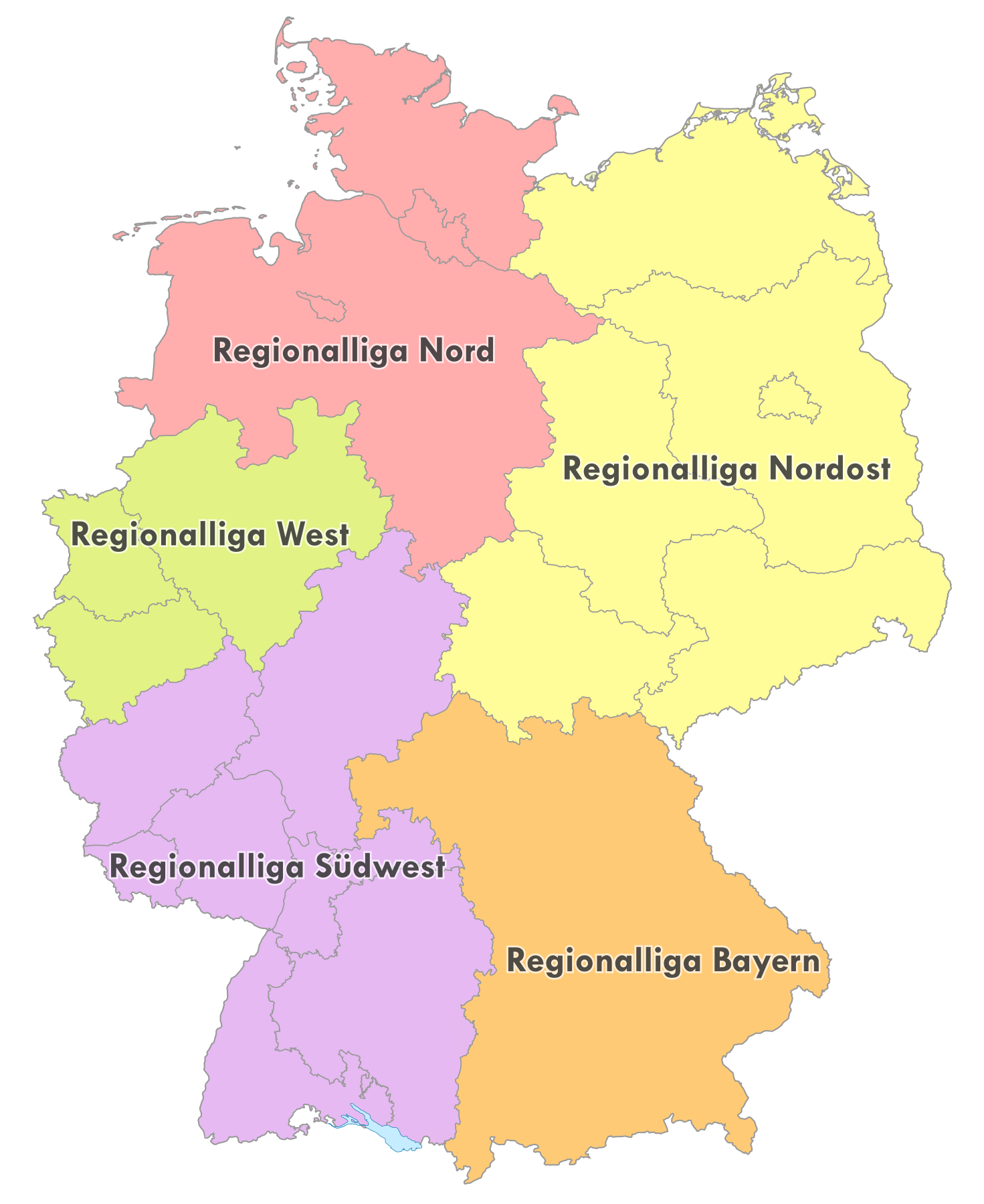
Las Regionalligas desde el año 2012.

En octubre de 2010 se realizó una nueva reforma a la Regionalliga, ya que se expandieron a 5, la Regionalliga Nordost fue restablecida y nació la Regionalliga Bayern, las Regionalligas West y Süd formaron la nueva Regionalliga Südwest sin incluir a los equipos de Baviera, y el nuevo sistema comenzaría a funcionar a partir de la temporada 2012/13, con los equipos reservas limitados a 7.
Los 5 campeones de cada Regionalliga y el subcampeón de la Regionalliga Südwest jugarían un play-off para determinar a los 3 equipos ascendidos a la 3. Liga en series de ida y vuelta. Cada Regionalliga sería administrada por las asociaciones regionales correspondientes y los equipos reserva solo pueden ser un máximo de 7 en cada Regionalliga, pero las reglas pueden cambiar por ciertas circunstancias, ya que no puede haber un equipo reserva de un equipo de la 3. Liga.
La reorganización de la Regionalliga se vio necesaria debido a que presentaba un gran número de insolvencias, causadas principalmente por las exigencias de la Liga en cuanto a infraestructura, las cuales eran muy costosas.

## Lista de campeones
| Temporada | Campeón                | Subcampeón         |
| --------- | ---------------------- | ------------------ |
| 1994-95   | FC Carl Zeiss Jena     | FC Sachsen Leipzig |
| 1995-96   | Tennis Borussia Berlin | 1. FC Union Berlin |
| 1996-97   | Energie Cottbus        | Erzgebirge Aue     |
| 1997-98   | Tennis Borussia Berlin | Dinamo Dresde      |
| 1998-99   | Chemnitzer FC          | VfB Leipzig        |
| 1999-2000 | 1. FC Union Berlin     | Dresdner SC        |
| 2012–13   | RB Leipzig             | FC Carl Zeiss Jena |
| 2013–14   | TSG Neustrelitz        | 1. FC Magdeburg    |
| 2014–15   | 1. FC Magdeburg        | FSV Zwickau        |
| 2015–16   | FSV Zwickau            | Berlín AK 07       |
| 2016–17   | FC Carl Zeiss Jena     | Energie Cottbus    |
| 2017–18   | Energie Cottbus        | Wacker Nordhausen  |
| 2018–19   | Chemnitzer FC          | Berliner AK 07     |
| 2019–20   | Lokomotive Leipzig     | Altglienicke       |
| 2020–21   | Viktoria Berlín        | Altglienicke       |
| 2021–22   | BFC Dynamo Berlin      | FC Carl Zeiss Jena |
| 2022–23   | Energie Cottbus        | FC Carl Zeiss Jena |
| 2023-24   | ‘Energie Cottbus’      | Greifswalder       |

### Títulos por equipo
| Equipo                 | Títulos | Subtítulos | Años campeón         | Años subcampeón |
| ---------------------- | ------- | ---------- | -------------------- | --------------- |
| Energie Cottbus        | 4       | 1          | 1997, 2018,2023,2024 | 2017            |
| FC Carl Zeiss Jena     | 2       | 3          | 1995, 2017           | 2013,2022,2023  |
| Tennis Borussia Berlin | 2       | 0          | 1996, 1998           | -               |
| Chemnitzer FC          | 2       | 0          | 1999, 2019           | -               |
| 1. FC Union Berlin     | 1       | 1          | 2000                 | 1996            |
| 1. FC Magdeburg        | 1       | 1          | 2015                 | 2014            |
| FSV Zwickau            | 1       | 1          | 2016                 | 2015            |
| Viktoria Berlín        | 1       | 0          | 2021                 | -               |
| Lokomotive Leipzig     | 1       | 0          | 2020                 | -               |
| RB Leipzig             | 1       | 0          | 2013                 | -               |
| TSG Neustrelitz        | 1       | 0          | 2014                 | -               |
| BFC Dynamo Berlin      | 1       | 0          | 2022                 | -               |
| Altglienicke           | 0       | 2          | -                    | 2020, 2021      |
| Berlín AK 07           | 0       | 2          | -                    | 2016, 2019      |
| FC Sachsen Leipzig     | 0       | 1          | -                    | 1995            |
| Erzgebirge Aue         | 0       | 1          | -                    | 1997            |
| Dinamo Dresde          | 0       | 1          | -                    | 1998            |
| VfB Leipzig            | 0       | 1          | -                    | 1999            |
| Dresdner SC            | 0       | 1          | -                    | 2000            |
| Wacker Nordhausen      | 0       | 1          | -                    | 2018            |

Fuente:«Regionalliga Nordost». Das deutsche Fussball-Archiv. Consultado el 19 de marzo de 2008.
- Ascendidos en Negrita.

## Estadísticas
Se toman en cuenta desde la Temporada 2012/13:
| Temporada | Total de Espectadores | Por partido | Más apoyado | Espectadores /Por partido | Goleador           | Goles |
| --------- | --------------------- | ----------- | ----------- | ------------------------- | ------------------ | ----- |
| 2012–13   | 434,272               | 1,809       | RB Leipzig  | 7,563                     | Daniel Frahn (RBL) | 20    |

## Tabla general (1994-2000; 2013-presente)
| RasenBallsport Leipzig         | No existió | No existió | No existió | No existió | No existió | No existió | 1  | 3L | 2B | 2B | B  | B  | B  | B  | B  | B  |   |   |   |
| Energie Cottbus                | 7          | 3          | 1          | 2B         | 2B         | 2B         | 2B | 2B | 3L | 3L | 2  | 1  | 3L | 3  | 9  |    |   |   |   |
| Tennis Borussia Berlin         | 4          | 1          | 6          | 1          | 2B         | 2B         | x  | x  | x  | x  | x  | x  | x  | x  | 16 |    |   |   |   |
| Chemnitzer FC                  | 2B         | 2B         | 4          | 8          | 1          | 2B         | 3L | 3L | 3L | 3L | 3L | 3L | 1  | 3L | 10 |    |   |   |   |
| 1. FC Union Berlin             | 3          | 2          | 5          | 6          | 6          | 1          | 2B | 2B | 2B | 2B | 2B | 2B | 2B | B  | B  | B  |   |   |   |
| Dresdner SC                    | x          | x          | x          | x          | 13         | 2          | x  | x  | x  | x  | x  | x  | x  | x  | x  | x  |   |   |   |
| Erzgebirge Aue                 | 9          | 5          | 2          | 7          | 7          | 3          | 2B | 2B | 2B | 3L | 2B | 2B | 2B | 2B | 2B | 2B |   |   |   |
| FC Carl Zeiss Jena             | 1          | 2B         | 2B         | 2B         | 9          | 4          | 2  | 3  | 4  | 7  | 1  | 3L | 3L | 3L | 4  |    |   |   |   |
| SV Babelsberg 03               | x          | x          | x          | 14         | 15         | 5          | 3L | 14 | 11 | 6  | 5  | 5  | 7  | 16 | 11 |    |   |   |   |
| FC Sachsen Leipzig             | 2          | 6          | 9          | 4          | 14         | 6          | x  | x  | x  | x  | x  | x  | x  | x  | x  | x  |   |   |   |
| Rot-Weiß Erfurt                | 5          | 7          | 3          | 5          | 10         | 7          | 3L | 3L | 3L | 3L | 3L | 3L | 5  | 18 | x  | x  | x |   |   |
| Dinamo Dresde                  | B          | 4          | 7          | 2          | 11         | 8          | 2B | 2B | 3L | 3L | 2B | 2B | 2B | 2B | 3L | 2B |   |   |   |
| 1. FC Lokomotive Leipzig       | 2B         | 2B         | 2B         | 2B         | 2          | 9          | 10 | 15 | x  | x  | 10 | 6  | 6  | 1  | 7  |    |   |   |   |
| 1. FC Magdeburgo               | x          | x          | x          | 12         | 3          | 10         | 6  | 2  | 1  | 3L | 3L | 3L | 2B | 3L | 3L | 3L |   |   |   |
| Hertha BSC II                  | 13         | 18         | x          | x          | x          | 11         | 5  | 12 | 6  | 10 | 9  | 8  | 4  | 5  | 12 |    |   |   |   |
| FC Stahl Eisenhüttenstadt      | 8          | 14         | 8          | 3          | 17         | 12         | x  | x  | x  | x  | x  | x  | x  | x  | x  | x  |   |   |   |
| VFC Plauen                     | x          | x          | 10         | 10         | 5          | 13         | 13 | 9  | 16 | x  | x  | x  | x  | x  | x  | x  | x | x | x |
| VfL Halle 1896                 | x          | x          | x          | x          | x          | 14         | x  | x  | x  | x  | x  | x  | x  | x  | x  | x  |   |   |   |
| Tennis Borussia Berlin II      | x          | x          | x          | x          | x          | 15         | x  | x  | x  | x  | x  | x  | x  | x  | x  | x  |   |   |   |
| Lok Altmark Stendal            | 16         | 8          | 11         | 9          | 12         | 16         | x  | x  | x  | x  | x  | x  | x  | x  | x  | x  |   |   |   |
| Dinamo de Berlín               | 11         | 13         | 13         | 11         | 8          | 17         | x  | x  | 5  | 4  | 15 | 4  | 12 | 6  | 6  |    |   |   |   |
| FSV Zwickau                    | 2B         | 2B         | 2B         | 2B         | 4          | 18         | 3  | 6  | 2  | 1  | 3L | 3L | 3L | 3L | 3L | 3L |   |   |   |
| Spandauer SV                   | 14         | 10         | 16         | 13         | 16         | x          | x  | x  | x  | x  | x  | x  | x  | x  | x  | x  |   |   |   |
| SD Croatia Berlin              | x          | x          | x          | x          | 18         | x          | x  | x  | x  | x  | x  | x  | x  | x  | x  | x  |   |   |   |
| Hertha Zehlendorf              | 10         | 12         | 15         | 15         | x          | x          | x  | x  | x  | x  | x  | x  | x  | x  | x  | x  |   |   |   |
| Reinickendorfer Füchse         | 6          | 9          | 14         | 16         | x          | x          | x  | x  | x  | x  | x  | x  | x  | x  | x  | x  |   |   |   |
| FSV Wacker 90 Nordhausen       | x          | 11         | 12         | 17         | x          | x          | x  | 5  | 3  | 3  | 7  | 2  | 3  | 13 | x  | x  | x |   |   |
| Hansa Rostock II               | x          | x          | x          | 18         | x          | x          | x  | x  | x  | x  | x  | x  | x  | x  | x  | x  |   |   |   |
| SC Charlottenburg              | x          | x          | 17         | x          | x          | x          | x  | x  | x  | x  | x  | x  | x  | x  | x  | x  |   |   |   |
| FSV Velten                     | x          | 15         | 18         | x          | x          | x          | x  | x  | x  | x  | x  | x  | x  | x  | x  | x  |   |   |   |
| Bischofswerdaer FV 08          | 12         | 16         | x          | x          | x          | x          | x  | x  | x  | x  | x  | x  | 16 | 17 | 20 | x  |   |   |   |
| FSV Optik Rathenow             | 15         | 17         | x          | x          | x          | x          | 11 | 16 | x  | 18 | x  | x  | 17 | 14 | 19 |    |   |   |   |
| FC Stahl Brandeburg            | 17         | x          | x          | x          | x          | x          | x  | x  | x  | x  | x  | x  | x  | x  | x  | x  |   |   |   |
| Türkiyemspor Berlin            | 18         | x          | x          | x          | x          | x          | x  | x  | x  | x  | x  | x  | x  | x  | x  | x  |   |   |   |
| Berlín AK 07                   | x          | x          | x          | x          | x          | x          | 4  | 11 | 7  | 2  | 6  | 3  | 2  | 7  | 5  |    |   |   |   |
| ZFC Meuselwitz                 | x          | x          | x          | x          | x          | x          | 7  | 10 | 14 | 14 | 14 | 10 | 10 | 10 | 18 |    |   |   |   |
| TSG Neustrelitz                | x          | x          | x          | x          | x          | x          | 8  | 1  | 8  | 8  | 18 | 17 | x  | x  | x  | x  |   |   |   |
| VfB Germania Halberstadt       | x          | x          | x          | x          | x          | x          | 9  | 13 | 9  | 17 | x  | 7  | 8  | 15 | 17 |    |   |   |   |
| 1. Fußballclub Unión Berlín II | x          | x          | x          | x          | x          | x          | 12 | 4  | 10 | x  | x  | x  | x  | x  | x  | x  |   |   |   |
| VfB Auerbach                   | x          | x          | x          | x          | x          | x          | 14 | 7  | 12 | 9  | 12 | 11 | 9  | 9  | 15 |    |   |   |   |
| Energie Cottbus II             | x          | x          | x          | x          | x          | x          | 15 | x  | x  | x  | x  | x  | x  | x  | x  | x  |   |   |   |
| Torgelower SV Greif            | x          | x          | x          | x          | x          | x          | 16 | x  | x  | x  | x  | x  | x  | x  | x  | x  |   |   |   |
| Viktoria Berlín                | x          | x          | x          | x          | x          | x          | x  | 8  | 15 | 12 | 4  | 13 | 11 | 8  | 1  | 3L |   |   |   |
| FSV Budissa Bautzen            | x          | x          | x          | x          | x          | x          | x  | x  | 13 | 13 | 17 | 14 | 18 | x  | x  | x  |   |   |   |
| FC Oberlausitz Neugersdorf     | x          | x          | x          | x          | x          | x          | x  | x  | x  | 5  | 8  | 12 | 15 | x  | x  | x  |   |   |   |
| RB Leipzig II                  | x          | x          | x          | x          | x          | x          | x  | x  | x  | 11 | 3  | x  | x  | x  | x  | x  |   |   |   |
| FC Schönberg 95                | x          | x          | x          | x          | x          | x          | x  | x  | x  | 15 | 11 | x  | x  | x  | x  | x  |   |   |   |
| FSV 63 Luckenwalde             | x          | x          | x          | x          | x          | x          | x  | x  | x  | 16 | 16 | 18 | x  | x  | 14 |    |   |   |   |
| FSV Union Fürstenwalde         | x          | x          | x          | x          | x          | x          | x  | x  | x  | x  | 13 | 9  | 13 | 4  | 8  |    |   |   |   |
| VSG Altglienicke               | x          | x          | x          | x          | x          | x          | x  | x  | x  | x  | x  | 15 | 14 | 2  | 2  |    |   |   |   |
| BSG Chemie Leipzig (1997)      | x          | x          | x          | x          | x          | x          | x  | x  | x  | x  | x  | 16 | x  | 13 | 3  |    |   |   |   |
| SV Lichtenberg 47              | x          | x          | x          | x          | x          | x          | x  | x  | x  | x  | x  | x  | x  | 11 | 13 |    |   |   |   |
| SV Tasmania Berlín             | x          | x          | x          | x          | x          | x          | x  | x  | x  | x  | x  | x  | x  | x  | x  |    |   |   |   |
| FC Eilenburg                   | x          | x          | x          | x          | x          | x          | x  | x  | x  | x  | x  | x  | x  | x  | x  |    |   |   |   |

Fuente:«Regionalliga Nordost». Das deutsche Fussball-Archiv. Consultado el 8 de diciembre de 2007.
Leyenda
| Símbolo | Significado               |
| ------- | ------------------------- |
| B       | Bundesliga                |
| 2B      | 2. Bundesliga             |
| 3L      | 3. Liga                   |
| 1       | Campeones de Liga         |
| Lugar   | Liga                      |
| x       | Jugó en un nivel menor    |
| RL      | Jugó en otra Regionalliga |